# Девід Серван-Шрайбер
Девід Серван-Шрайбер (фр. David Servan-Schreiber; 21 квітня 1961 – 24 липня 2011) - французький лікар, нейробіолог і письменник . Він був клінічним професором психіатрії в медичній школі Піттсбурзького університету . Він також був викладачем на медичному факультеті Університету Клода Бернара Ліона 1 .

## Життя і кар'єра
Доктор медицини, французький лікар, фахівець з нейронаук, психіатр та автор бестселерів. Популяризатор здорового способу життя як методу боротьби з онкозахворюваннями та стресом. Девід пройшов складний двадцятирічний шлях боротьби з раком головного мозку.
У 2002 році він був нагороджений Президентською премією Пенсільванського психіатричного товариства за видатну кар'єру в психіатрії. Він є автором книги «Антирак: Новий спосіб життя» (перекладено 35 мовами, бестселер New York Times, надруковано 1 мільйон примірників), у яких він розкриває власний діагноз злоякісної пухлини мозку у віці 31 року та програму лікування, яку він склав, щоб допомогти собі, окрім операції, хіміотерапії та радіотерапія.
Він також був постійним колумністом журналу «Ode» та інших видань.

## Пізніше життя і смерть
Двічі лікувавшись від злоякісної пухлини головного мозку, Серван-Шрайбер став провідною фігурою у своїй діяльності щодо підходів інтегративної медицини до профілактики та лікування раку . Він популяризував свої знання через викладацькі семінари, лекції, книги, блог та аудіокниги . 24 липня 2011 року, майже через 20 років після діагностики раку, він помер від раку мозку. 